# Den Gamle By

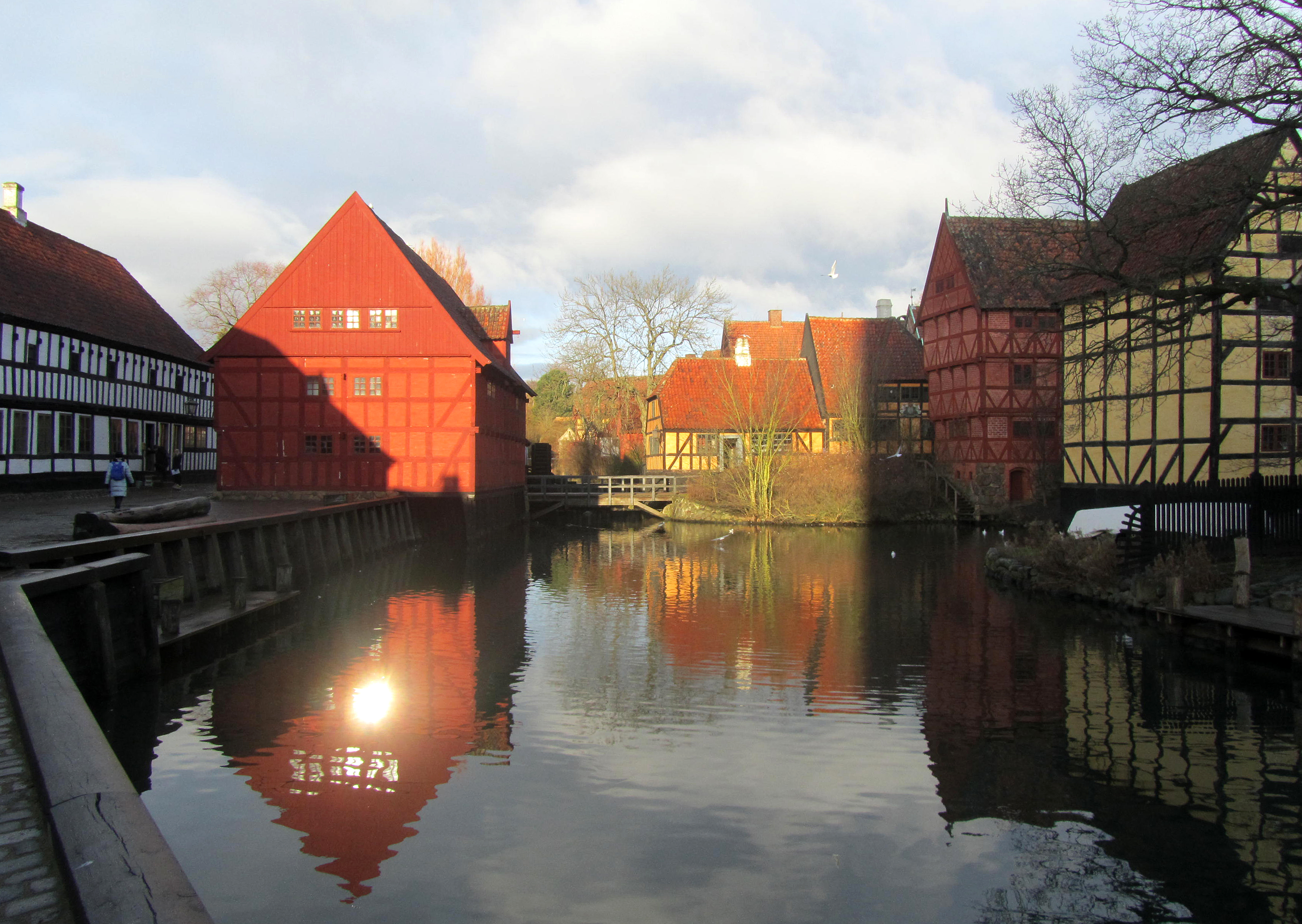
Vinterljus i Den Gamle By.

Den Gamle By, Danmarks Købstadmuseum, är ett friluftsmuseum i Århus. Det är världens äldsta friluftsmuseum för städernas kultur och historia.

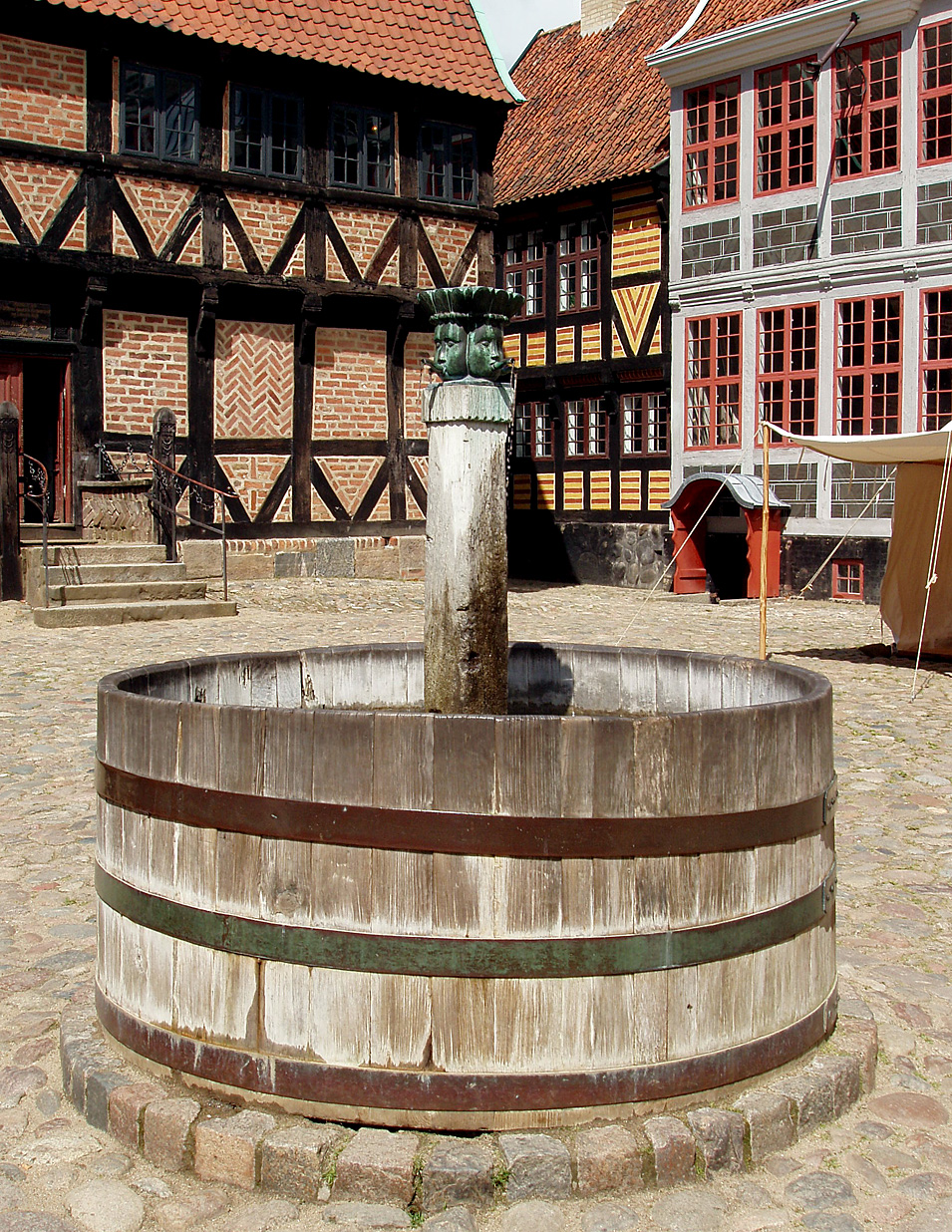
Bybrunnen.

Museet är uppbyggt som en gammal köpstad med 75 hus från 1500-, 1600-, 1700- och 1800-talen samt enstaka mindre byggnader från 1900-talet, hämtade från olika städer i Danmark. Initiativtagare till museet, som öppnade 1914, var lokalhistorikern Peter Holm. Kommunen upplät mark i en del av Det Jyske Haveselskabs Have, nuvarande Botanisk Have (Botaniska trädgården). Museets utsträckning var till att börja med blygsam, men området har vuxit efterhand och expansionen fortsätter, om än i långsammare takt än de första åren.

## Bildgalleri

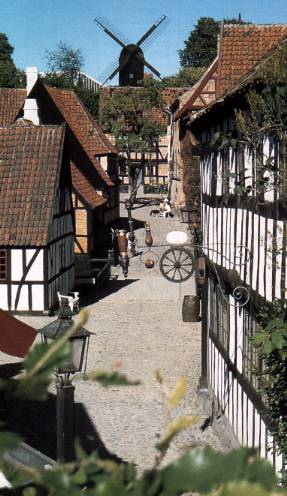
Vy genom staden
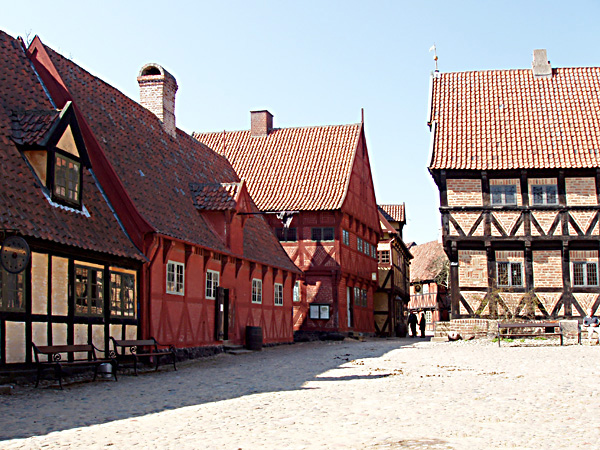
Torget
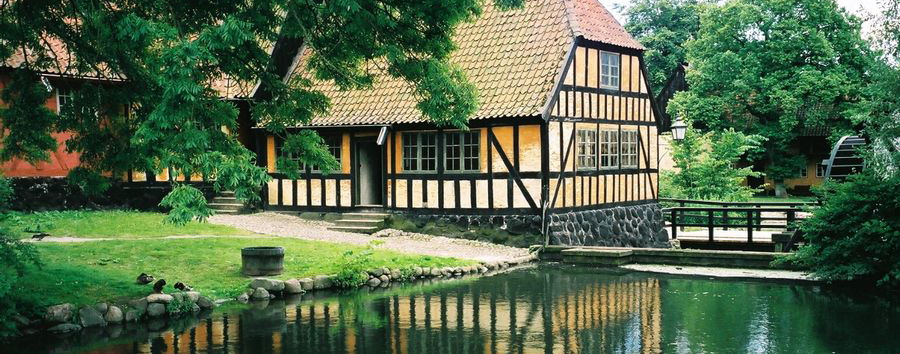
Sjön
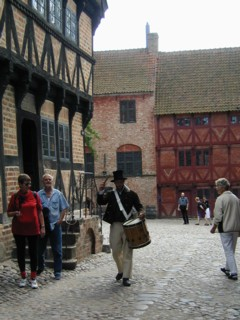
Museipersonal
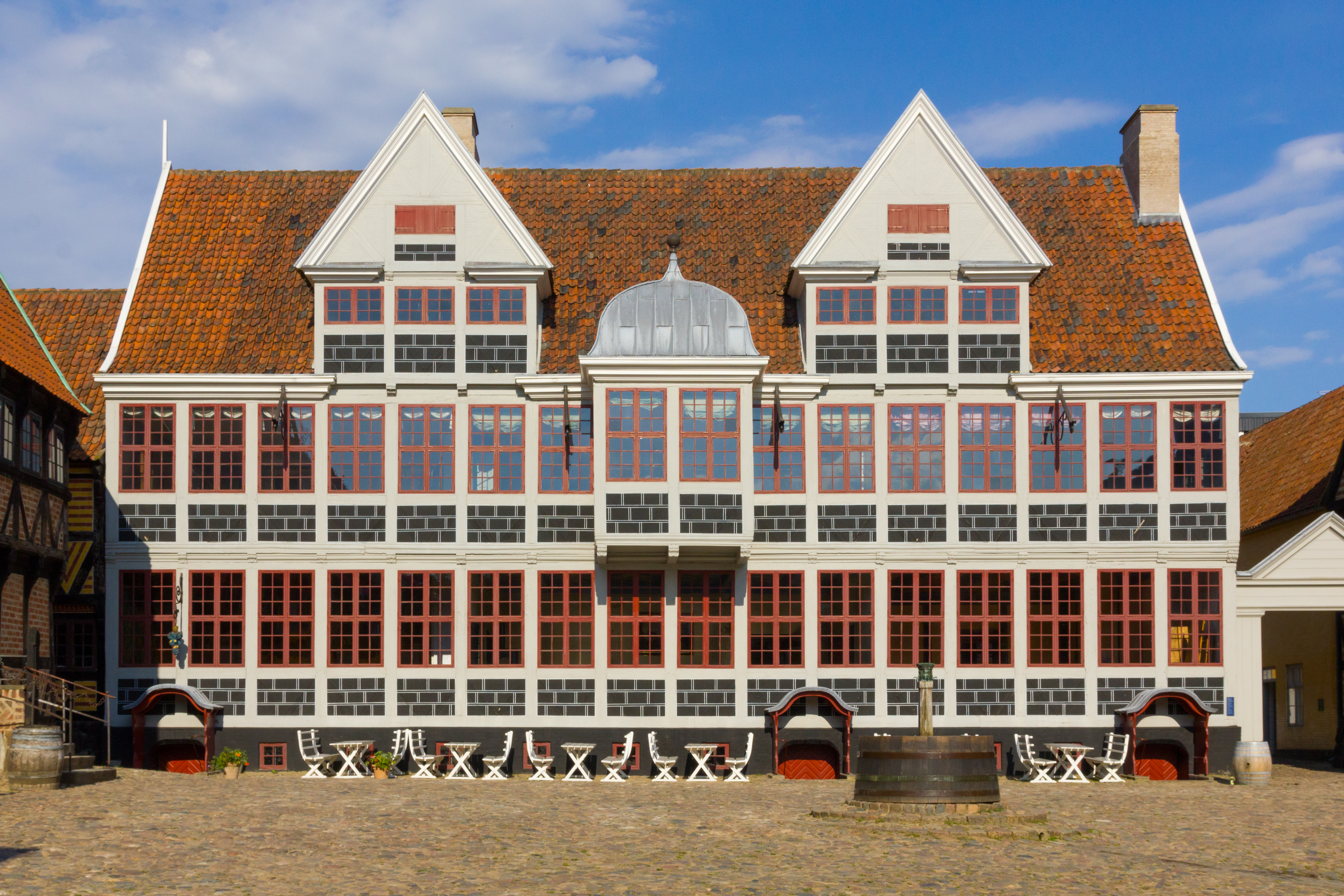
Møntmestergården
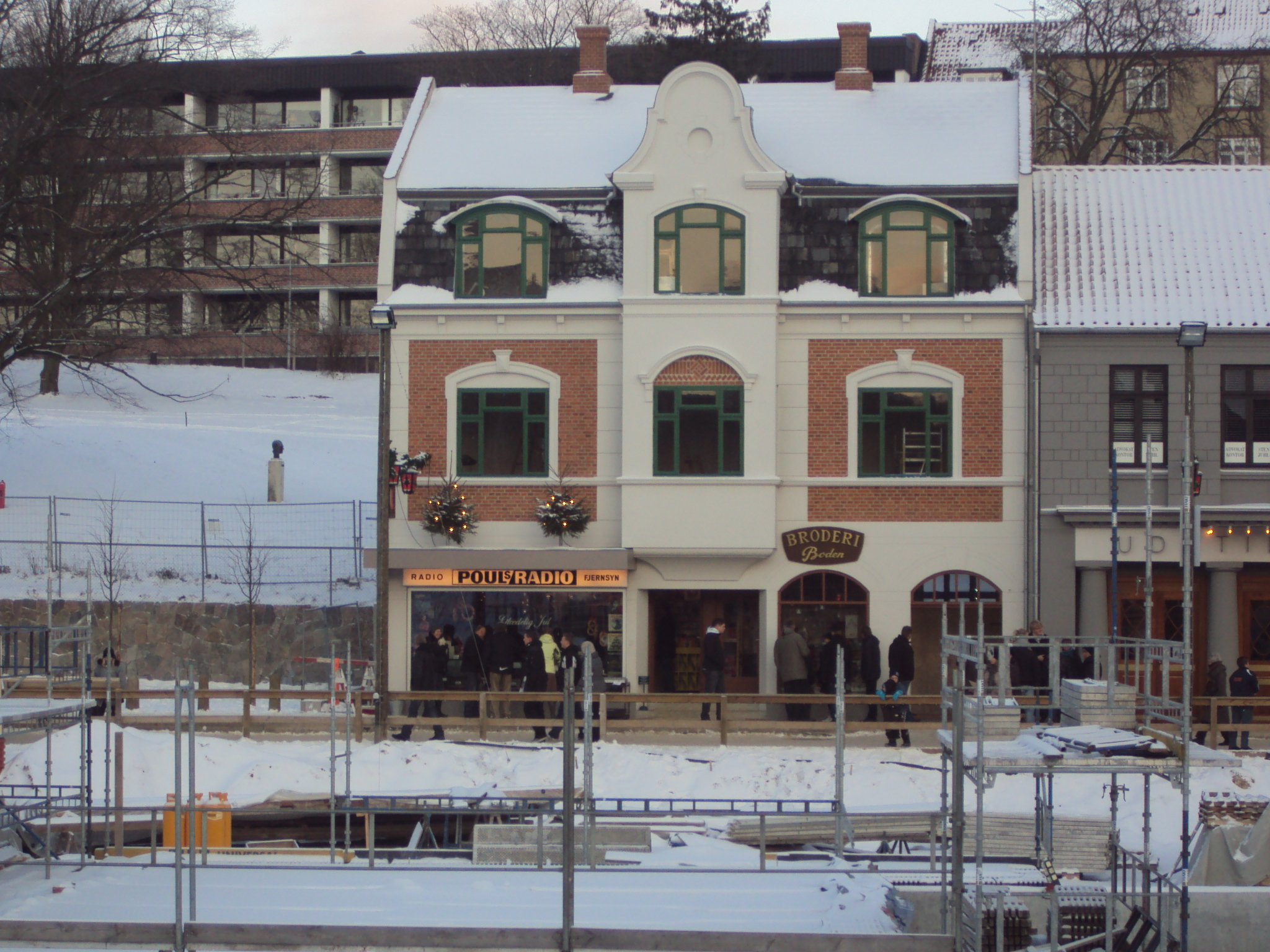
Pouls Radio i Den Gamle By
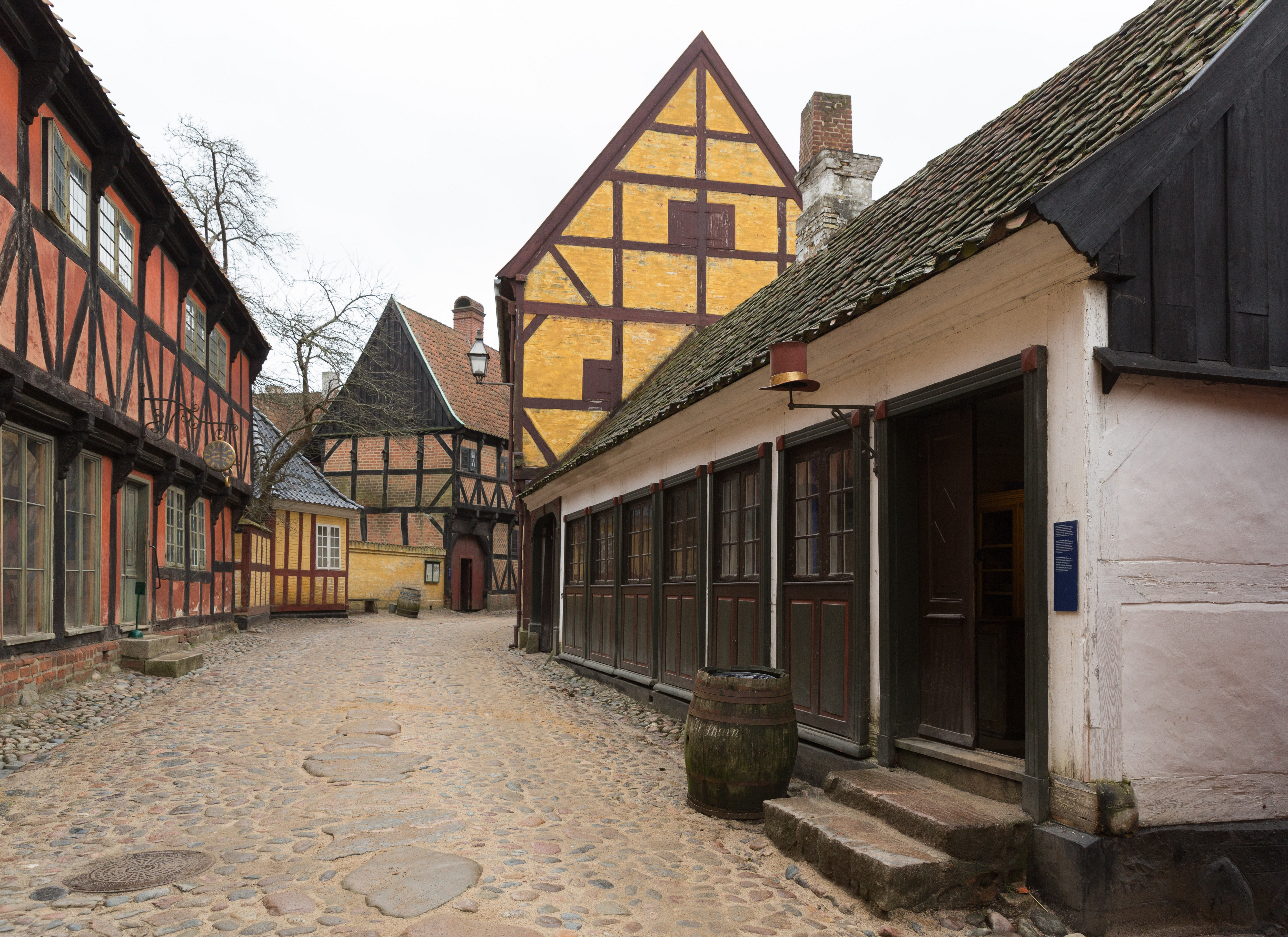
Vy från Den Gamle By